# Konstancij Fürnpfeil
Konstancij Fürnpfeil, slovenski redovnik, * 17. stoletje, Škofja Loka, † 1684, Gradec.

## Življenje in delo
Izhaja iz plemiške rodbine Fürnpfeil, ki je bila ena izmed pomembnejših rodbin v Škofji Loki. Leta 1637 je vstopil v kapucinski red. Kot kapucin je več kot trideset let opravljal službo samostanskega predstojnika v Mariboru, Ptuju, Gradcu in Mostu na Muri. Bil je tudi vzgojitelj novincev. 
Bil je zelo spoštovan kot pridigar in spovednik. Takoj po njegovi smrti so napisali njegov življenjepis in ga potem prepisovali. Postavljali so ga za vzor mlajšim kapucinom.